# Chwalęcin (gromada w powiecie jarocińskim)
Chwalęcin – dawna gromada, czyli najmniejsza jednostka podziału terytorialnego Polskiej Rzeczypospolitej Ludowej w latach 1954–1972.
Gromady, z gromadzkimi radami narodowymi (GRN) jako organami władzy najniższego stopnia na wsi, funkcjonowały od reformy reorganizującej administrację wiejską przeprowadzonej jesienią 1954 do momentu ich zniesienia z dniem 1 stycznia 1973, tym samym wypierając organizację gminną w latach 1954–1972.
Gromadę Chwalęcin z siedzibą GRN w Chwalęcinie utworzono – jako jedną z 8759 gromad na obszarze Polski – w powiecie jarocińskim w woj. poznańskim, na mocy uchwały nr 22/54 WRN w Poznaniu z dnia 5 października 1954. W skład jednostki weszły obszary dotychczasowych gromad Chwalęcin, Kolniczki, Michałów i Tokarów oraz niektóre parcele o łącznej powierzchni 88,81 ha z kart 1, 2 i 5 obrębu Teresa z dotychczasowej gromady Chocicza – ze zniesionej gminy Nowe Miasto n/Wartą, a także obszary dotychczasowych gromad Panienka i Skoraczew ze zniesionej gminy Jaraczewo – w tymże powiecie. Dla gromady ustalono 16 członków gromadzkiej rady narodowej.
Gromadę zniesiono 1 stycznia 1960, a jej obszar włączono do gromady Boguszyn w tymże powiecie.